# Bruno Semenzato
Bruno Semenzato (* 11. Juli 1992 in São Paulo) ist ein ehemaliger brasilianischer Tennisspieler.

## Karriere
Semenzato spielte auf der ITF Junior Tour bis 2010 zweimal bei einem Grand-Slam-Turnier der Junioren und schaffte es im Doppel in Melbourne und New York zweimal ins Viertelfinale.
Ab 2010 spielte der Brasilianer regelmäßiger Profiturniere, wo er zunächst selten Matches auf der drittklassigen ITF Future Tour gewinnen konnte. Im Einzel erreichte er einmal ein Future-Finale und schaffte auf der nächsthöheren ATP Challenger Tour in drei Spielen keinen Sieg. Etwas besser lief es im Doppel, wo er seine drei einzigen Titel auf der Future-Ebene gewinnen konnte. Jeweils 2011 erreichte er mit Rang 714 im Einzel und 612 im Doppel sein Karrierehoch. Sein einziges Match auf der ATP Tour absolvierte Semenzato in Los Angeles beim Farmers Classic 2011 im Doppel, wo er zum Auftakt verlor.
Mitte 2012 begann Semezato ein Studium an der Duke University, wo er auch regelmäßig College Tennis spielte. 2016 machte er dort seinen Abschluss; sein letztes Profiturnier spielte er 2014.